# Eva Bosáková
Eva Bosakova (née Vechtova, 18 décembre 1931 - 10 novembre 1991) est une ancienne gymnaste tchécoslovaque. Elle remporte notamment 3 médailles d'or, une au sol aux championnats du monde de gymnastique artistique à Moscou en 1958, une à la poutre aux jeux olympiques de Rome en 1960 et une à la poutre aux championnats du monde de gymnastique artistique à Prague en 1962.
Elle joue son propre rôle dans le film Something Different en 1963.

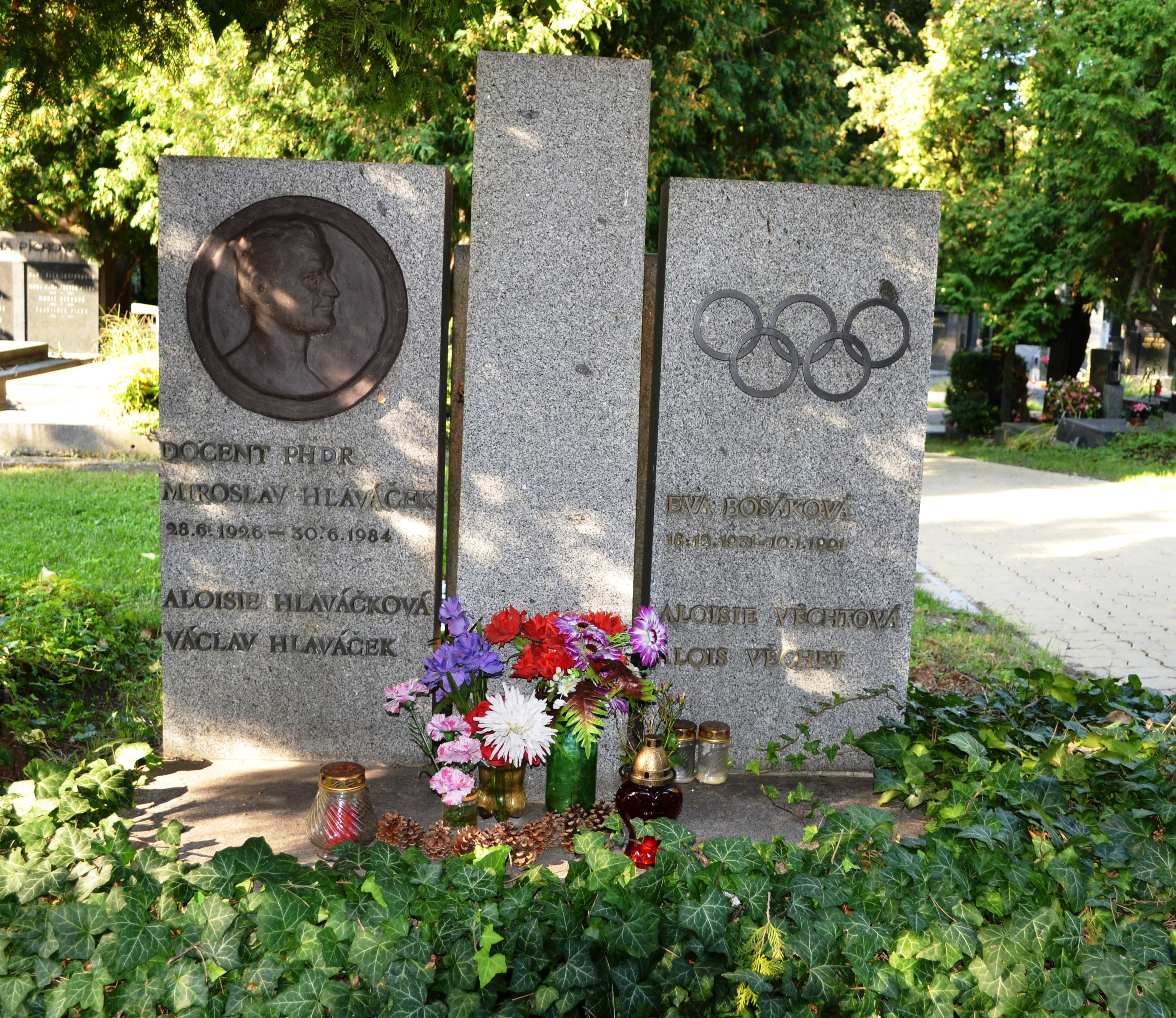
Tombe de Eva Bosáková au cimetière Vinohrady de Prague